# Дискалькулия
Дискалькулия (англ. dyscalculia; от др.-греч. δυς- «плохо» и лат. calculāre «считать») — неспособность к изучению арифметики. Часто является самостоятельным недугом, а не побочным следствием других нейрологических и психических проблем. В основе дискалькулии лежит отсутствие субитизации — способности оценивать количество объектов с первого взгляда (то есть без пересчёта). За эту функцию в мозге отвечает внутритеменная борозда теменной доли. У людей с дискалькулией данный участок мозга меньше, чем у большинства людей, и недостаточно активен. Такие люди часто могут страдать ещё дислексией и гиперактивным расстройством с дефицитом внимания.

## Симптомы
Данный синдром проявляется в следующих симптомах:
- Неспособность к быстрому распознаванию количества предметов в поле зрения. Например, человек не сможет понять, сколько книг на столе, если их 3, пока не посчитает их по одной.
- Большие трудности с выполнением элементарных математических операций. Например, человек, страдающий дискалькулией, не сможет понять, почему 3 + 3 = 6.
- Наличие сложностей с абстрактным счётом времени. Например, подобные люди могут опоздать на запланированные встречи.
- Отсутствие понятия интуитивного вычисления пройденного расстояния.
- Наличие сложностей с координацией движений.

Так или иначе, это не является показателем интеллекта. Люди, имеющие синдром дискалькулии, часто становятся поэтами, художниками, скульпторами и, следовательно, не имеют проблем в изучении языков или письма.

## Лечение
В коррекции недуга могут помочь специальные обучающие компьютерные программы, разработанные на основе нейробиологических данных.